# Reglas de intervención del Comité Internacional de la Cruz Roja para piratas informáticos civiles
El 4 de octubre de 2023, el Comité Internacional de la Cruz Roja publicó las reglas de intervención para piratas informáticos civiles que participan en conflictos. Estas reglas se consideran como un "Código de Ginebra de la guerra cibernética".

## Contexto
Desde 2013, se ha detectado un aumento de la piratería informática asociada a conflictos, como en el caso de la guerra civil siria, que dio lugar a ataques a los medios occidentales. Este fenómeno se ha visto significativamente acelerado tras la invasión rusa de Ucrania.

## Reglas
Las reglas son:
1. No atacar objetivos civiles.[1][2]
2. No utilizar malware ni otras herramientas o técnicas que se propaguen automáticamente y ataquen indiscriminadamente a objetivos militares y civiles.[1][2]
3. Al planificar un ciberataque contra un objetivo militar, hacer todo lo posible para evitar o minimizar cualquier impacto sobre los civiles.[1][2]
4. No realizar ningún ciberataque contra instalaciones médicas y humanitarias.[1][2]
5. No realizar ningún ciberataques contra nada que sea esencial para la supervivencia de la población o que pueda liberar fuerzas peligrosas.[1][2]
6. No amenazar con usar la violencia para sembrar el terror entre los civiles.[1][2]
7. No incitar a violaciones del derecho internacional humanitario.[1][2]
8. Cumplir con estas reglas incluso si el enemigo no lo hace.[1][2]

El CICR también solicitó a los gobiernos que limiten a los piratas informáticos y apliquen las leyes existentes contra los delitos cibernéticos.

## Respuestas
El ejército informático de Ucrania dijo que "hará todo lo posible para cumplir las reglas", incluso si eso les genera una desventaja frente a sus enemigos. También afirmó que descartaron realizar ataques a centros sanitarios.
Inicialmente, Killnet se negó a seguir estas reglas, pero un par de días después aceptó cumplirlas.
Un miembro destacado de Anonymous dijo que "siempre habían operado basándose en varios principios, incluidas las reglas citadas por el CICR", pero que dicha organización los ha desilusionado y no seguirían estas reglas.
Un representante de Anonymous Sudan dijo que estas reglas "no son viables y que es inevitable romperlas en pos de la causa del grupo".

## Lectura adicional
- Rodenhäuser, Tilman (4 de octobre de 2023). «8 rules for "civilian hackers" during war, and 4 obligations for states to restrain them». EJIL: Talk! (www.ejiltalk.org) (en inglés). European Society of International Law. Consultado el 16 de octubre de 2023.